# 董選
董選（1528年—1602年），字叔仁，號少伊，河南河南府嵩縣人，民籍，明朝政治人物。

## 生平
嘉靖二十八年（1549年）己酉科河南鄉試第二名舉人。隆慶五年（1571年）中式辛未科會試第二百六十名，三甲第二百七十九名進士。户部觀政，授行人，萬曆三年（1575年）降为湖广布政司照磨，升蕲水知县，六年升汾州知州，十年升广平府同知，十三年升南京户部郎中，十九年升延安府知府。

## 家族
曾祖董士新；祖父董昂；父董相，按察司副使。母王氏。永感下。兄董遂（按察司副使）、董遜（歲贡生）。弟董适（歲贡生）。